# Sacha Killeya-Jones
Sacha Liam Killeya-Jones (Highland Park, 10 agosto 1998) è un cestista statunitense con cittadinanza britannica.

## Palmarès
- McDonald's All-American Game (2016)